# Simon Tortell
Simon Tortell (8 agosto 1959 – 15 giugno 2012) è stato un calciatore maltese, di ruolo difensore.

## Carriera

### Nazionale
Ha collezionato cinque presenze con la propria Nazionale.